# Judith Levine
Judith Levine (n. 1952) és una escriptora i periodista estatunidenca, llibertària civil.
El 2002 va publicar el llibre Harmful to Minors, en el qual demana el reconeixement dels menors d'edat com a éssers sexuats i la liberalització de les lleis americanes sobre l'edat de consentiment. Levine defensa també una suavització de les lleis sobre possessió de pornografia infantil i l'accés dels menors a l'avortament. La seva publicació per la Universitat de Minnesota va ser criticada i va causar polèmica en el poder legislatiu. El pròleg va ser escrit per l'antic Cirurgià General dels Estats Units, Joycelyn Elders, que va dimitir del seu càrrec després de proposar que es fomentés la masturbació com un mitjà per evitar que els joves s'aboquessin a pràctiques sexuals de risc.